# Relaciones Chile-San Cristóbal y Nieves
Las relaciones Chile-San Cristóbal y Nieves son las relaciones internacionales entre la República de Chile y la Federación de San Cristóbal y Nieves.

## Relaciones comerciales
En 2022, el intercambio comercial entre ambos países ascendió a los 82 mil dólares estadounidenses, lo que supuso un -15% de crecimiento promedio anual en los últimos cinco años, constando únicamente de exportaciones de vino chileno a San Cristóbal y Nieves.

## Misiones diplomáticas
- La embajada de Chile en Jamaica concurre con representación diplomática a San Cristóbal y Nieves.[2] Asimismo, Chile cuenta con un consulado honorario en Basseterre.[3]
- San Cristóbal y Nieves no cuenta con representaciones diplomáticas ni consulares en Santiago de Chile.[2]